# Article 68 de la Constitution belge
L'article 68 de la Constitution belge fait partie du titre III Des pouvoirs. Il traite des modalités d'élection et de désignation des sénateurs.
Il date du 7 février 1831 et était à l'origine — sous l'ancienne numérotation — l'article 53 § 4 à 6.

## Texte
« § 1er.  Le nombre total des sénateurs visés à l'article 67, § 1er, 1°, 2°, 3°, 4°, 6° et 7°, est réparti au sein de chaque groupe linguistique en fonction du chiffre électoral des listes obtenu à l'élection des sénateurs visés à l'article 67, § 1er, 1° et 2°, suivant le système de la représentation proportionnelle que la loi détermine. 
    Pour la désignation des sénateurs visés à l'article 67, § 1er, 3° et 4°, sont uniquement prises en considération les listes sur lesquelles au moins un sénateur visé à l'article 67, § 1er, 1° et 2°, est élu et pour autant qu'un nombre suffisant de membres élus sur ces listes siège, selon le cas, au sein du Parlement de la Communauté flamande ou du Parlement de la Communauté française. 
    Pour la désignation des sénateurs visés à l'article 67, § 1er, 6° et 7°, sont uniquement prises en considération les listes sur lesquelles au moins un sénateur visé à l'article 67, § 1er, 1° et 2°, est élu. 
 
§ 2.  Pour l'élection des sénateurs visés à l'article 67, § 1er, 1° et 2°, le vote est obligatoire et secret. Il a lieu à la commune, sauf les exceptions que la loi détermine. 
 
§ 3.  Pour l'élection des sénateurs visés à l'article 67, § 1er, 1° et 2°, la loi détermine les circonscriptions électorales et la composition des collèges électoraux; elle détermine en outre les conditions auxquelles il faut satisfaire pour pouvoir être électeur, de même que le déroulement des opérations électorales. 
    La loi règle la désignation des sénateurs visés à l'article 67, § 1er, 3° à 5°, à l'exception des modalités désignées par une loi adoptée à la majorité prévue à l'article 4, dernier alinéa, qui sont réglées par décret par les Parlements de communauté, chacun en ce qui le concerne. Ce décret doit être adopté à la majorité des deux tiers des suffrages exprimés, à condition que la majorité des membres du Parlement concerné soit présente. 
    Le sénateur visé à l'article 67, § 1er, 5°, est désigné par le Parlement de la Communauté germanophone à la majorité absolue des suffrages exprimés. 
    La loi règle la désignation des sénateurs visés à l'article 67, § 1er, 6° et 7°. »